# Diefenbach (Kall)
Diefenbach ist ein Ortsteil der Gemeinde Kall im Kreis Euskirchen, Nordrhein-Westfalen.

## Geographie
Der Ort liegt zwischen Sistig und Wahlen direkt an der Krekeler Heide. Durch den Ort verläuft die Kreisstraße 78. Mitten durch das Dorf fließt der Kuttenbach.

## Geschichte
Diefenbach gehörte bis zum Ende des 18. Jahrhunderts teils zur Herrschaft Reifferscheid, teils zur Herrschaft Wildenburg. Bis 1971 gehörte der Ort zum Kreis Schleiden.

## Sehenswürdigkeiten

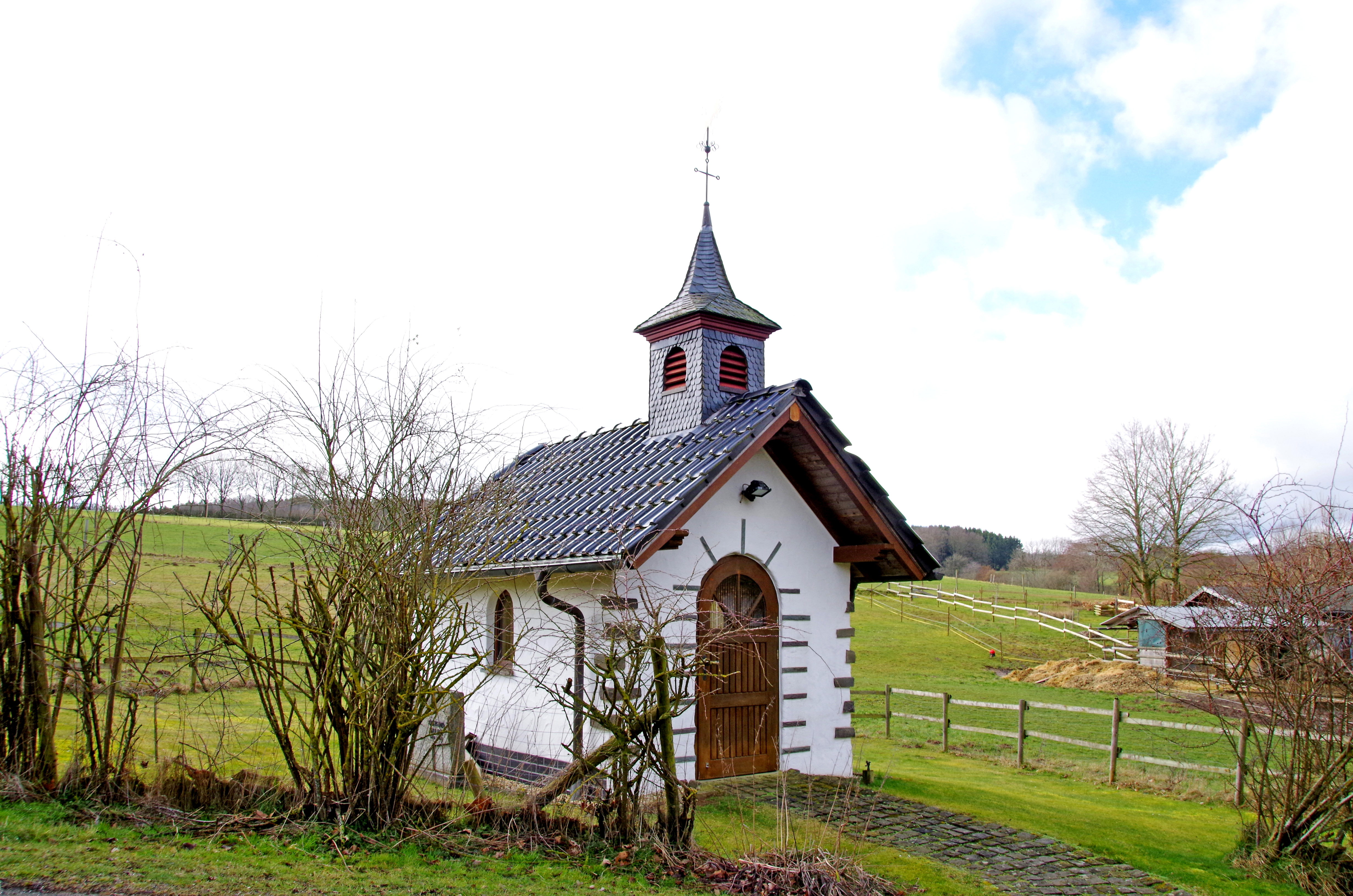
Kapelle Diefenbach

- Privatkapelle der Familie Willems

## Verkehr
Die VRS-Buslinie 886 der RVK, die als TaxiBusPlus nach Bedarf verkehrt, stellt den Personennahverkehr mit den angrenzenden Orten und Kall sicher.
| Linie | Verlauf |
| ----- | --- |
| 886   | MiKE (außer im Schülerverkehr): (Blankenheim-Wald – Milzenhäuschen –) Marmagen – Wahlen – (Diefenbach – Steinfelderheistert – Gillenberg –) Steinfeld – Urft Bf – Sötenich – Kall Bf |